# 森俊雄
森 俊雄（もり としお、1902年10月28日 - 1973年7月11日）は、日本の経営者、銀行家。西日本相互銀行(現在の西日本シティ銀行)社長を務めた。

## 経歴
福岡県出身。1927年に西南学院高等学部商科を卒業し、1934年4月に福岡高等商業学校で講師を務め、同年に博多無尽(のちの西日本相互銀行)に入社。1948年2月に取締役に就任し、1950年5月に常務、1956年9月に専務、1962年2月に副社長を経て、同年10月には社長に就任した。
1966年11月に紺綬褒章を受章し、1969年6月に藍綬褒章を受章。
1973年7月11日、胃がんのために在任中に死去。70歳没。